# Elemento supremo e ínfimo

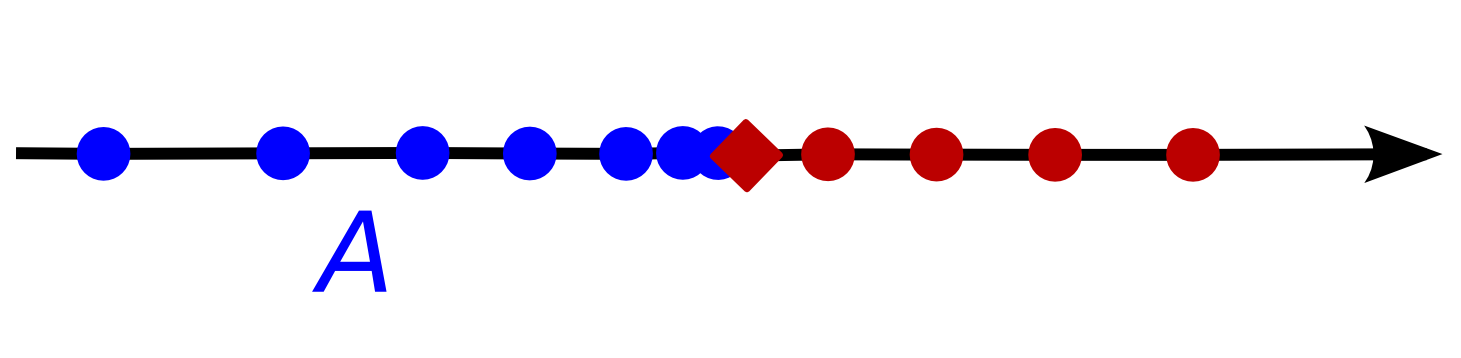
Un conjunto A de números reales (representados por círculos azules), un conjunto de cotas superiores de A (círculos rojos), y el mínimo de las cotas superiores, el supremo de A (diamante rojo).

En matemáticas, dado un subconjunto {\displaystyle S} de un conjunto parcialmente ordenado {\displaystyle \left(P,\leq \right)}, el supremo de {\displaystyle S}, si existe, es el mínimo elemento de {\displaystyle P} que es mayor o igual a cada elemento de {\displaystyle S}.
En otras palabras, es la mínima de las cotas superiores de {\displaystyle S}. El supremo de un conjunto {\displaystyle S} comúnmente se denota como {\displaystyle \sup S}.
De forma análoga, se define el ínfimo {\displaystyle S}, si existe, como la mayor de las cotas inferiores de {\displaystyle S}, y se suele denotar por {\displaystyle \inf S}.

## Definiciones
Sea {\displaystyle T} un subconjunto no vacío de {\displaystyle \mathbb {R} }.
1. Si {\displaystyle T} está acotado por arriba , entonces se dice que una cota superior es un supremo ―o una mínima cota superior― de {\displaystyle T} si es menor que cualquier cota superior de {\displaystyle T}. En tal caso, a esa cota superior se le denota {\displaystyle \sup T}.
2. Si {\displaystyle T} está acotado por abajo, entonces se dice que una cota inferior es un ínfimo ―o una máxima cota inferior― de {\displaystyle T} si es mayor que cualquier cota  inferior de {\displaystyle T}. En tal caso, a esa cota inferior se le denota {\displaystyle \inf T.}[1]

## Propiedades
- En el cuerpo de los números reales, todo subconjunto no vacío, acotado superiormente posee un supremo, contenido o no dentro del subconjunto.

- {\displaystyle s} es supremo del subconjunto {\displaystyle T} no vacío del conjunto {\displaystyle \mathbb {R} } de números reales si es cota superior de {\displaystyle T} y si, y solo si para toda {\displaystyle \varepsilon >0} existe {\displaystyle s_{\varepsilon }} en {\displaystyle T} tal que {\displaystyle s-\varepsilon <s_{\varepsilon }}.

- {\displaystyle r} es ínfimo del subconjunto {\displaystyle T} no vacío del conjunto {\displaystyle \mathbb {R} } de números reales si es cota inferior de {\displaystyle T} y si, y solo si para toda {\displaystyle \varepsilon >0} existe {\displaystyle r_{\varepsilon }} en {\displaystyle T} tal que {\displaystyle r+\varepsilon >r_{\varepsilon }}.

- Sean {\displaystyle L} un subconjunto acotado de números reales y {\displaystyle K} un subconjunto no vacío de {\displaystyle L}. Se cumple que {\displaystyle \inf L\leq \inf K\leq \sup K\leq \sup L}.[2]

- Si el supremo (ínfimo) existe, entonces es único
- {\displaystyle \sup(A\cup B)=\max\{\sup(A),\sup(B)\}}, si es que dichos supremos existen
- {\displaystyle \inf(A\cup B)=\min\{\inf(A),\inf(B)\}}, si es que dichos ínfimos existen
- Un conjunto tiene máximo (mínimo) si y solamente si el supremo  (ínfimo) es un elemento de dicho conjunto.

## Ejemplos
- {\displaystyle \sup\{1,2,3\}=3\,}
- {\displaystyle \inf\{1,2,3\}=1\,}
- {\displaystyle \sup\{x\in \mathbb {R} |0<x<1\}=\sup\{x\in \mathbb {R} |0\leq x\leq 1\}=1\,}
- {\displaystyle \inf\{x\in \mathbb {R} |0<x<1\}=\inf\{x\in \mathbb {R} |0\leq x\leq 1\}=0\,}

- {\displaystyle \sup\{x\in \mathbb {Q^{+}} |x^{2}\leq 2\}={\sqrt {2}}\,}
- {\displaystyle \inf\{x\in \mathbb {Q^{+}} |x^{2}<2\}=0\,}
- {\displaystyle \sup \left\{(-1)^{n}-{\frac {1}{n}}|n\in \mathbb {N} \right\}=1\,}
- {\displaystyle \inf \left\{{\frac {1}{n}}|n\in \mathbb {N} \right\}=0\,}

## Literatura de consulta
- Rudin, Walter, Principles of Mathematical Analysis, Third Edition, McGraw-Hill, 1976.
- Supremum (en PlanetMath.org)
- Weisstein, Eric W. «Supremum function».  En Weisstein, Eric W, ed. MathWorld (en inglés). Wolfram Research.

- Datos: Q17502105
- Multimedia: Infimum and supremum / Q17502105